# Popongan (Bringin)
Popongan is een bestuurslaag in het regentschap Semarang van de provincie Midden-Java, Indonesië. Popongan telt 1997 inwoners (volkstelling 2010).